# Francesco Grandi
Francesco Grandi, född 21 april 1831 i Rom, död där 23 december 1891, var en italiensk målare.
Grandi studerade vid Accademia di San Luca samt för målaren Lodovico Venuti. Redan vid 17 års ålder uppsatte han en egen ateljé och sysselsatte sig främst med kyrkomålningar. Av påve Pius IX erhöll han många uppdrag, vilka han alla utförde med talang. Hans arbeten klandras någon gång för en något vårdslöst teckning men beröms däremot för kompositionens bredd samt för kraft och harmoni i färgen. Av hans tavlor med kyrkliga ämnen förtjänar särskilt nämnas: Paulus talar till folket, Paulus utdrivs ur templet, Laurentius martyrdöd, Laurentius begravning samt de båda freskerna Barmhärtigheten och Bönen i Getsemane, vilka befinner sig i Santi Giovanni e Paolo i Rom. Hans stora tavla Laurentius av Brindisi för ungrarna mot turkarna, som uppsattes i Vatikanmuseet bland samtida mästares arbeten. Av stort värde är de porträtt han målade av Pius IX och Leo XIII. Grandi var kommendör av Sankt Gregorius den stores orden samt hedersledamot av flera akademier, däribland Accademia di San Luca och Virtuosi del Pantheon.